# Veselynove (huyện)
Huyện Veselynove (tiếng Ukraina: Веселинівський район, chuyển tự: Veselynoves'kyi raion) là một huyện của tỉnh Mykolaiv thuộc Ukraina. Huyện Veselynove có diện tích 1245 kilômét vuông, dân số theo điều tra dân số ngày 5 tháng 12 năm 2001 là 27044 người với mật độ 22 người/km2. Trung tâm huyện nằm ở Veselynove.